# Queens of the Stone Age
Queens of the Stone Age là một ban nhạc rock người Mỹ thành lập năm 1996 tại Palm Desert, California. Đội hình của ban nhạc bao gồm người sáng lập Josh Homme (hát chính, guitar, piano), bên cạnh Troy Van Leeuwen (guitar, lap steel, keyboard, nhạc cụ, hát đệm), Michael Shuman (bass guitar, keyboard, hát đệm), Dean Fertita (keyboards, guitar, nhạc cụ, hát đệm), và Jon Theodore (trống, nhạc cụ).
Thành lập sau khi ban nhạc cũ của Homme là Kyuss tan rã, Queens of the Stone Age đã phát triển một phong cách nhạc mang hướng riff và hard rock. Âm nhạc của nhóm phát triển với sự kết hợp nhiều phong cách và ảnh hưởng khác nhau, nhờ từng cộng tác với thành viên nhóm ZZ Top Billy Gibbons, cựu tay trống Nirvana và trưởng nhóm Foo Fighters Dave Grohl và trưởng nhóm Screaming Trees Mark Lanegan; tất cả họ đều từng là người đóng góp cho ban nhạc.

## Thành viên
| - Josh Homme – hát chính, guitar, piano (1996–nay), bass (1996-1998, 2004–2007) - Troy Van Leeuwen – guitar, lap steel guitar, keyboards, synthesizers, nhạc cụ, hát đệm (2002–nay), bass (2005–2006) - Michael Shuman – bass, synthesizers, hát đệm (2007–nay) - Dean Fertita – keyboards, synthesizers, guitar, nhạc cụ, hát đệm (2007–nay) - Jon Theodore – trống, nhạc cụ, samplers (2013–nay) | - Alfredo Hernández – trống, nhạc cụ (1998–1999) - Nick Oliveri – bass, đồng hát chính và hát đệm (1998–2004) - Mark Lanegan – hát chính và hát đệm (2001–2005), keyboard (2005) - Dave Grohl – trống, nhạc cụ (2001-2002) - Joey Castillo – trống, nhạc cụ (2002–2012) - Alain Johannes – bass, hát đệm, guitar (2005–2007) - Natasha Shneider – keyboards, hát đệm (2005–2006), mất năm 2008 | - Dave Catching – guitar, keyboard, lap steel (1998–2000) - Gene Trautmann – trống, nhạc cụ (1999–2001) - Brendon McNichol – guitar, keyboards, lap steel (2000–2001) - Dan Druff – bass, hát đệm (2005) |

## Đĩa nhạc

### Album phòng thu
- Queens of the Stone Age (1998)
- Rated R (2000)
- Songs for the Deaf (2002)
- Lullabies to Paralyze (2005)
- Era Vulgaris (2007)
- ...Like Clockwork (2013)
- Villains (2017)
- In Times New Roman... (2023)